# Francisco Villagutiérrez Chumacero
Francisco Villagutiérrez Chumacero (1587–1652) foi um prelado católico romano que serviu como bispo auxiliar de Toledo (1646–1652).

## Biografia
Francisco Villagutiérrez Chumacero nasceu em 1587 em Valladolid, Espanha, e foi ordenado sacerdote na Ordem de Santo Agostinho. No dia 19 de fevereiro de 1646, foi nomeado durante o papado de Inocêncio X como Bispo Auxiliar de Toledo e Bispo Titular de Troas. Serviu como Bispo Auxiliar de Toledo até à sua morte em 1652.